# ¡Viva Terlingua!
¡Viva Terlingua! es un álbum en vivo del músico estadounidense Jerry Jeff Walker. Fue publicado en noviembre de 1973 a través de MCA Records.

## Recepción de la crítica
Un escritor no especificado de la revista Cash Box declaró: “Jerry Jeff siempre ha sido un portavoz personal elocuente e íntimo de una variedad de emociones y su último LP de MCA presenta esta facilidad en su forma más refinada hasta la fecha. «Backsliders Wine», «Wheel» y «London Homesick Blues» son ejemplos perfectos de la capacidad del cantante, compositor y músico para pintar imágenes de palabras. En su mayor parte, las joyas campestres del LP son piezas funky y sencillas de buen humor de toda la vida. «Gettin' By», «Sangria Wine» y «Get It Out» reflejan las muchas experiencias de Walker en todo el país y le dan al esfuerzo un savoire faire único. Una delicia en cualquier momento, el Sr. Bojangles está en su mejor momento aquí”. Un escritor no especificado de la revista Record World declaró: “Jerry Jeff es tanto una leyenda folk como un gran compositor, y su álbum más reciente es un concierto íntimo en vivo grabado el verano pasado en Luckenbach, Texas, junto con algunos de los músicos favoritos de Walker. Entre las canciones exquisitamente honestas se encuentran «Gettin' By» y la tierna «Little Bird»”. Un escritor no especificado de la revista Billboard comentó: “Siempre al borde podría ser un término apropiado para Walker, quien ha estado cerca del estrellato desde que escribió «Mr. Bojangles» hace algunos años. Este LP, con su mezcla de seriedad («Desperados Waiting for the Train») y humor («Sangria Wine») puede derribarlo. La mezcla de country rock es excelente y él fue uno de los primeros en usarla”.

## Lista de canciones
Todas las canciones escritas y compuestas por Jerry Jeff Walker, excepto donde esta anotado. 
| Lado uno |                                              |          |  |
| N.º      | Título                                       | Duración |  |
| 1.       | «Gettin' By»                                 | 4:10     |  |
| 2.       | «Desperados Waiting for a Train» (Guy Clark) | 5:50     |  |
| 3.       | «Sangria Wine»                               | 4:15     |  |
| 4.       | «Little Bird»                                | 4:11     |  |
| 5.       | «Get It Out»                                 | 3:39     |  |

| Lado dos |                                                           |          |  |
| N.º      | Título                                                    | Duración |  |
| 1.       | «Up Against the Wall, Redneck Mother» (Ray Wylie Hubbard) | 4:31     |  |
| 2.       | «Backslider's Wine» (Michael Martin Murphey)              | 3:33     |  |
| 3.       | «Wheel»                                                   | 6:00     |  |
| 4.       | «London Homesick Blues» (Gary P. Nunn)                    | 7:45     |  |

## Créditos y personal
Créditos adaptados desde las notas de álbum de ¡Viva Terlingua!.
The Lost Gonzo Band
- Jerry Jeff Walker – guitarra acústica, voces
- Gary P. Nunn – piano acústico y eléctrico, órgano (8), coros, voz principal (9)
- Robert Livingston – bajo eléctrico, coros
- Michael McGeary – batería, percusión
- Herb Steiner – guitarra de acero con pedal
- Craig Hillis – guitarra eléctrica
- Mickey Raipheld – armónica
- Kelly Dunn – órgano, piano eléctrico (8)
- Mary Eagan – violín
- Joanne Vent – coros

Personal técnico
- Michael Brovsky – productor, fotografías adicionales
- Martin Lennard – ingeniero de audio, mezclas
- Dale Ashby – camión remoto
- Tom Wilkes Productions, Inc. – diseño de portada, fotografía

## Posicionamiento
| Gráfica (1974)                            | Pico de posición |
| ----------------------------------------- | ---------------- |
| Estados Unidos (Billboard Top LPs & Tape) | 160              |